# 田中昌博
田中 昌博（たなか まさひろ、1952年 - 2020年2月13日）は、日本の歯科医師・歯学者。大阪歯科大学歯学部有歯補綴咬合学講座主任教授。

## 経歴
1978年　大阪歯科大学歯学部卒業

1983年　大阪歯科大学大学院修了

1983年　同　助手（歯科補綴学第２講座）

1986年　同　講師（同上）

1995年　同　助教授（同上）

2009年　大阪歯科大学有歯補綴咬合学講座　主任教授就任

## 所属学会
- 日本補綴歯科学会常務理事[1]
- 日本口腔科学会評議員[2]
- 日本顎口腔機能学会評議員

## 出演
- 関西情報ネットten.特集ニュース「カラクリ」　（2017年8月4日(金)放送）

## 著書
- 顎口腔機能分析の基礎とその応用（石岡靖、他編、デンタルダイヤモンド社 1991年 ）
- 更谷啓治、田中昌博、川添堯彬 著「2．咬合の生理的な基礎 歯の動揺および血流と咬合との関係」、川添, 堯彬、川和, 忠治、森本, 俊文 編『生理的咬合へのアプローチ』医歯薬出版〈月刊「歯界展望」別冊〉、1992年8月。 NCID BN15789457。
- 田中昌博 他 著、小野瀬英雄、黒﨑紀正、川添堯彬、野首孝祠、野間弘康、古屋英毅、横田誠 編『歯科臨床研修マニュアル』医歯薬出版、1997年4月。ISBN 978-4-263-45364-3。 NCID BA31089986。
- エッセンシャル顎関節機能障害（川添堯彬と共訳、第一歯科出版社  1998年）
- 田中昌博 他 著、日本顎口腔機能学会 編『よくわかる顎口腔機能 咀嚼・嚥下・発音を診査・診断する』医歯薬出版、2005年7月。ISBN 978-4-263-44196-1。 NCID BA73113566。
- 田中昌博 他 著、石橋寛二、伊藤裕、川和忠治、寺田善博、福島俊士、三浦宏之 編『クラウンブリッジテクニック』医歯薬出版、2008年9月。ISBN 978-4-263-45623-1。 NCID BA87300018。
- 佐藤正樹、田中昌博、川添堯彬 著「第3章　導入にあたっての注意点 5 咬合調整の注意点」、三浦宏之、宮﨑隆 編『最新CAD/CAMレストレーション クラウン・ブリッジ＆インプラントの臨床』医歯薬出版〈隔月刊「補綴臨床」別冊〉、2008年11月。 NCID BA88418137。
- 川添堯彬、田中昌博 著「第1章 総論 III 診察と診断と感染予防 A 医療面接と診察/B 検査/C 評価と診断」、石橋寛二、川添堯彬、川和忠治、福島俊士、三浦宏之、矢谷博文 編『クラウンブリッジ補綴学』（第4版）医歯薬出版、2009年2月。ISBN 978-4-263-45626-2。 NCID BA89145936。
- 田中昌博、柏木宏介 著「第2章 ジルコニアの理工学的特性 ジルコニア専用陶材の種類」、宮﨑, 隆、三浦, 宏之、木村, 健二 編『設計 操作 臨床 ジルコニアレストレーション』医歯薬出版〈月刊「歯科技工」別冊〉、2010年12月。 NCID BB04594699。
- 田中昌博、龍田光弘、鶴身暁子 著「Part 2　力が加わったら生体はどう変化するか－生体力学と力の生物学－ 力を測る」、市川, 哲雄、森本, 達也、熊谷, 真一 編『力を診る  歯列を守る力のマネジメント』医歯薬出版〈隔月刊「補綴臨床」別冊〉、2012年12月。 NCID BB1144055X。
- 田中昌博、田中順子 著「第1章 総論 IV 診察と診断と感染予防 A 医療面接と診察/B 検査/C 評価と診断」、矢谷, 博文、三浦, 宏之; 細川, 隆司 ほか 編『クラウンブリッジ補綴学』（第5版）医歯薬出版、2014年12月。ISBN 978-4-263-45783-2。 NCID BB16971735。
- 田中昌博 他 編『冠橋義歯補綴学テキスト』永末書店、2015年2月。ISBN 9784816012815。 NCID BB18334732。
- 田中昌博 著「6章 間接法修復における接着 3 処置法 3）間接法コンポジットレジンクラウンの臨床術式」、日本接着歯学会 編『接着歯学』（第2版）医歯薬出版、2015年12月。ISBN 978-4-263-44459-7。 NCID BB20185238。
- 田中昌博 他 編『冠橋義歯補綴学テキスト』（第2版）永末書店、2017年3月。ISBN 9784816013201。 NCID BB23416450。

| 学職                                   | 学職                                                                         | 学職                                               |
| -------------------------------------- | ---------------------------------------------------------------------------- | -------------------------------------------------- |
| 先代 佐々木啓一 第46回 2011年5月       | 日本顎口腔機能学会学術大会 大会長 第47回 2011年11月                          | 次代 山田一尋 第29回 2012年4月                     |
| 先代 小川匠 第27回 2013年 鶴見大学会館 | 日本口腔リハビリテーション学会学術大会 大会長 第28回 2014年 大阪市中央公会堂 | 次代 松香芳三 第29回 2015年 徳島大学長井記念ホール |